# Cantón Ibarra
El cantón Ibarra es una entidad territorial subnacional ecuatoriana, de la Provincia de Imbabura. Su cabecera cantonal es la ciudad de Ibarra, lugar donde se agrupa gran parte de su población total.

## Organización territorial
La ciudad y el cantón Ibarra, al igual que las demás localidades ecuatorianas, se rige por una municipalidad según lo estipulado en la Constitución Política Nacional. La Municipalidad de Ibarra es una entidad de gobierno seccional que administra el cantón de forma autónoma al gobierno central. La municipalidad está organizada por la separación de poderes de carácter ejecutivo representado por el alcalde, y otro de carácter legislativo conformado por los miembros del concejo cantonal. El Alcalde es la máxima autoridad administrativa y política del Cantón Ibarra, es la cabeza del cabildo y representante del Municipio. Actualmente el burgomaestre es el ingeniero Álvaro Castillo Aguirre.
El cantón se divide en parroquias que pueden ser urbanas (5) que se agrupan entre sí para formar una ciudad y pierden autonomía, o rurales (7) que son representadas por las Juntas Parroquiales autónomas ante el Municipio de Ibarra. 
Es de destacar que ciertas parroquias rurales en esencia no lo son, pues comparten rasgos y características suburbanas o forman parte de una conurbación, tal es el caso de las parroquias de San Antonio y La Esperanza, que pese a definirse como rurales se hallan ya en las periferias contiguas de la ciudad de Ibarra y su conurbación.
Parroquias urbanas
Para su manejo más equilibrado se halla dividida en 138 barrios que se agrupan en parroquias urbanas, actualmente ibarra está conformada por 5 parroquias urbanas. 
Los barrios son agrupaciones o mancomunidades de cuadras o manzanas contiguas georgáficamente, estas al contrario de la parroquia no tienen autonomía, tan sólo un rango representativo (legal en la ciudad) y poder de administración de recursos participativos.
Las parroquias urbanas, sus barrios y su población se detallan a continuación:
| Parroquias Urbanas    | Parroquias Urbanas | Parroquias Urbanas | Parroquias Urbanas |
| Mapa                  | Parroquia          | N° de Barrios      | Población (hab)    |
| --------------------- | ------------------ | ------------------ | ------------------ |
|                       | 1. Caranqui        | 18                 | 23 867             |
| 2. San Francisco      | 37                 | 59 993             |                    |
| 3. Sagrario           | 48                 | 58 188             |                    |
| 4. Alpachaca          | 23                 | 18 858             |                    |
| 5. Priorato-La Laguna | 12                 | 9 643              |                    |
| Ciudad de Ibarra      | 138                | 170 549            |                    |

Los barrios de estas parroquias urbanas se detallan a continuación:
- Caranqui: 19 de enero, El Chamanal, 20 de octubre, San Francisco de Chorlaví, Unión y Progreso, Ejido de Caranqui, 10 de agosto, Naranjal, Yuyucocha, Vista Hermosa, Guayaquil de Caranqui, Bellavita, Santa Lucía del Retorno, Simón Bolívar, Central, La Candelaria, Retorno, Cuatro Esquinas.
- San Francisco: La Florida, San José de Chorlaví, Mariano Acosta, Jardines de Odila, La Floresta, Pugacho Alto, Nuevo Amanecer, El Ejido, Ajaví, Pilanquí, Terminal, San José de Yuyucocha, Pradera de los Sauces, Bola Amarilla, Yacucalle, Yacucalle I Etapa, El Obelisco, Velasco, El Águila, Barcelona El Carmen, San Francisco Centro, San Juan Calle, La Dolorosa, Don Bosco, Teodoro Gómez, José Domingo Albuja, Fausto Endara, Los Ceibos, El Bosque, Los Girasoles, La Primavera, La Campiña, La Victoria I Etapa, La Victoria Centro, Los Laureles, La Victoria III Etapa, La Victoria-Universidades.
- Sagrario: Milagro, Pugacho Bajo, Colinas del Sur, Zoila Galárraga, 2 de Septiembre, José Tabango, Flota Imbabura, Emelnorte, La Quinta, Santa Marianita del Empedrado, Nuevo Hogar, El Empedrado de Fátima, Ciudadela del Chofer, Ajaví Grande, Ciudad de Ibarra, Auxilios Mútuos, Simón Bolívar de Ajaví, San Miguel de Ibarra, San Andrés, Huertos Familiares Centro, Huertos Familiares Norte, Los Laureles del Sagrario, El Obrero, Mayor Galo Larrea, La Quinta del Olivo, El Olivo, Mirador del Olivo, San Miguel Arcángel, Yahuarcocha, José Miguel Leoro, Almeida Galárraga, El Jardín, Avenida Centro, La Ferroviaria, Cabezas Borja, Eloy Alfaro, La Merced, Victoriano Proaño, Consejo Provincial, Ajaví Chiquito, Santo Domingo, Bajada de Los Molinos, Avenida Carchi, San Martín, Tahuando, San Agustín, El Libertador, Monseñor Leonidas Proaño.
- Alpachaca: Mirador de Alpachaca, Parque Industrial, Las Palmas, 16 de Abril, Panecillo, La Primavera de Alpachaca, Los Pinos, Santa Teresita, La Floresta de Alpachaca, 15 de Diciembre, Alpachaca Centro, 16 de Febrero, 1 de enero, 28 de Septiembre, Azaya Centro, Mirador de Azaya, Azaya Norte, Lomas de Azaya, Balcón Ibarreño, Vista El Lago, Bloque 9, Imbabura, Miravalle.
- Priorato: Mirador de la Aduana, Santa Marianita, La Delicia, Santa Rosa, Floresta del Priorato, Sagrado Corazón, Panecillo de la Laguna, San José del Priorato, Flor del Valle, Puruhanta, Cuatro Esquinas de la Laguna, Socapamba.

Parroquias rurales
- Ambuquí
- Angochahua
- Carolina
- La Esperanza
- Lita
- Salinas
- San Antonio de Ibarra